# アート・ビオトープ那須
アート・ビオトープ那須（アート・ビオトープなす）は栃木県那須町にある創作スタジオを備えた宿泊施設。
敷地内にある「ボタニカルガーデン アートビオトープ『水庭』」は建築家石上純也による設計で、受賞はCOOL JAPAN AWARD 2019、2019年度グッドデザイン賞。

## 施設
- 水庭
- カフェ
- 陶芸スタジオ
- ガラススタジオ

## 交通アクセス
- 那須塩原駅より無料シャトルバスで30分